# Aszraf Ghurbal

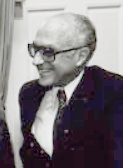
Aszraf Ghurbal (1982)

Aszraf Abd al-Latif Ghurbal, Ashraf Abdel Latif Ghorbal (ur. w maju 1925 w Aleksandrii, zm. 30 listopada 2005) – dyplomata egipski, ambasador w USA.
Studiował na uniwersytecie w Kairze i na Harvardzie. W 1949 roku wstąpił do służby dyplomatycznej Egiptu; początkowo pracował w misji przy ONZ. Później m.in. reprezentował interesy Egiptu przy ambasadzie Indii w USA. Od października 1973 roku był doradcą prezydenta Anwara as-Sadata ds. polityki zagranicznej.
Anwar as-Sadat powierzył mu stanowisko ambasadora w USA. Ghurbal odegrał znaczącą rolę w negocjacjach z Izraelem, zakończonych podpisaniem traktatu pokojowego w Camp David w 1978 roku; sygnatariusze porozumienia – prezydent as-Sadat i premier Izraela Menachem Begin – otrzymali Pokojową Nagrodę Nobla. Ghurbal był wymieniany jako kandydat do objęcia stanowiska ministra spraw zagranicznych po dymisji Muhammada Ibrahima Kamila, który zrezygnował na znak protestu przeciw pokojowi z Izraelem; ostatecznie jednak kontynuował misję w USA do 1984 roku, także po śmierci as-Sadata (1981). W 1987 roku wykładał gościnnie na Georgetown University.
W komunikacie o śmierci Ghurbala wydanym przez amerykański Departament Stanu został on określony jako „wielki przyjaciel Stanów Zjednoczonych”.